# Hindenburgbrücke (Mosel)
Die Hindenburgbrücke war eine Eisenbahnbrücke über die Mosel zwischen Wasserliesch und Igel. Offiziell trug sie keinen Namen, der Volksmund hatte sie schon bald nach ihrer Inbetriebnahme nach dem Generalfeldmarschall und späteren Reichspräsidenten Paul von Hindenburg benannt. Die 1912 in Betrieb genommene Brücke wurde gegen Ende des Zweiten Weltkriegs mit großer Wahrscheinlichkeit von der Wehrmacht gesprengt und danach nicht wiederaufgebaut.

## Geschichte
Die Fachwerkbrücke mit einer Länge von 221 m war ein Teil der Güterzugstrecke Ehrang–Trier Hbf–Karthaus–Igel, die damals zusammen mit den Gleisen der Moselstrecke Koblenz–Perl zwischen Trier Hbf und Karthaus eine viergleisige Verbindung bildete. Sie sollte die bereits seit 1861 bestehende und nur etwas über einen Kilometer weiter moselabwärts gelegene Konzer Moselbrücke entlasten. Ausgelöst durch das erhöhte Transportaufkommen mit Inbetriebnahme der Eifelstrecke 1871 und der Moselstrecke 1879 kam es 1907 zu Überlegungen, das umständliche Nachschieben der schweren Züge vom Verschiebebahnhof Konz-Karthaus über die bestehende Moselbrücke zu beenden. Am 20. April 1912 wurde die so genannte Hindenburgbrücke eröffnet. Die schweren Kohlen- und Kokszüge benutzten nun auf der Strecke Konz–Igel ausschließlich die neue Eisenbahnbrücke.
Nach der Zerstörung im Februar 1945 wurde 1953 entschieden, die Brücke nicht wieder aufzubauen. Die genauen Umstände ihrer Zerstörung sind nicht bekannt. Vermutlich wurde die Brücke gesprengt, möglicherweise ist sie jedoch auch einem Bombenangriff zum Opfer gefallen. Die Überreste der Flusspfeiler wurden im Zuge der Moselkanalisierung 1960 entfernt. Auf der Igeler Seite ist noch ein Teil des Zubringerdamms mit mehreren aus rotem Eifelsandstein gemauerten Brückenbögen erhalten.
Im Juni 2016 meldete die Regionalpresse, dass die Deutsche Bahn, bis heute Eigentümer der Ruine und des umgebenden Grundstücks, die (nicht unter Denkmalschutz stehenden) Reste der Brücke über ein Auktionshaus versteigern lassen möchte.

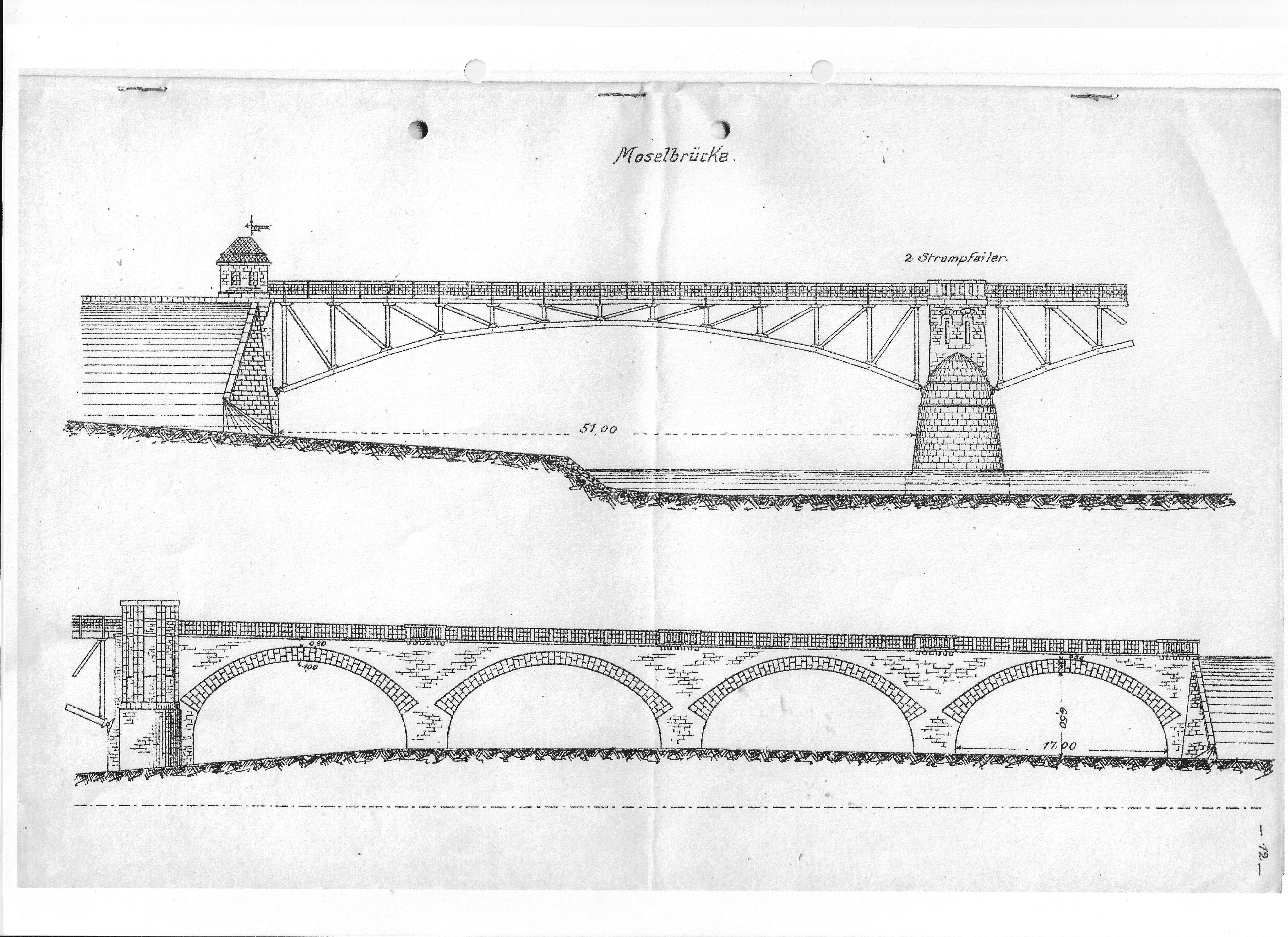
Auszug: Messungsheft der endgültigen Stationierung der Strecke Karthaus – Wasserbillig
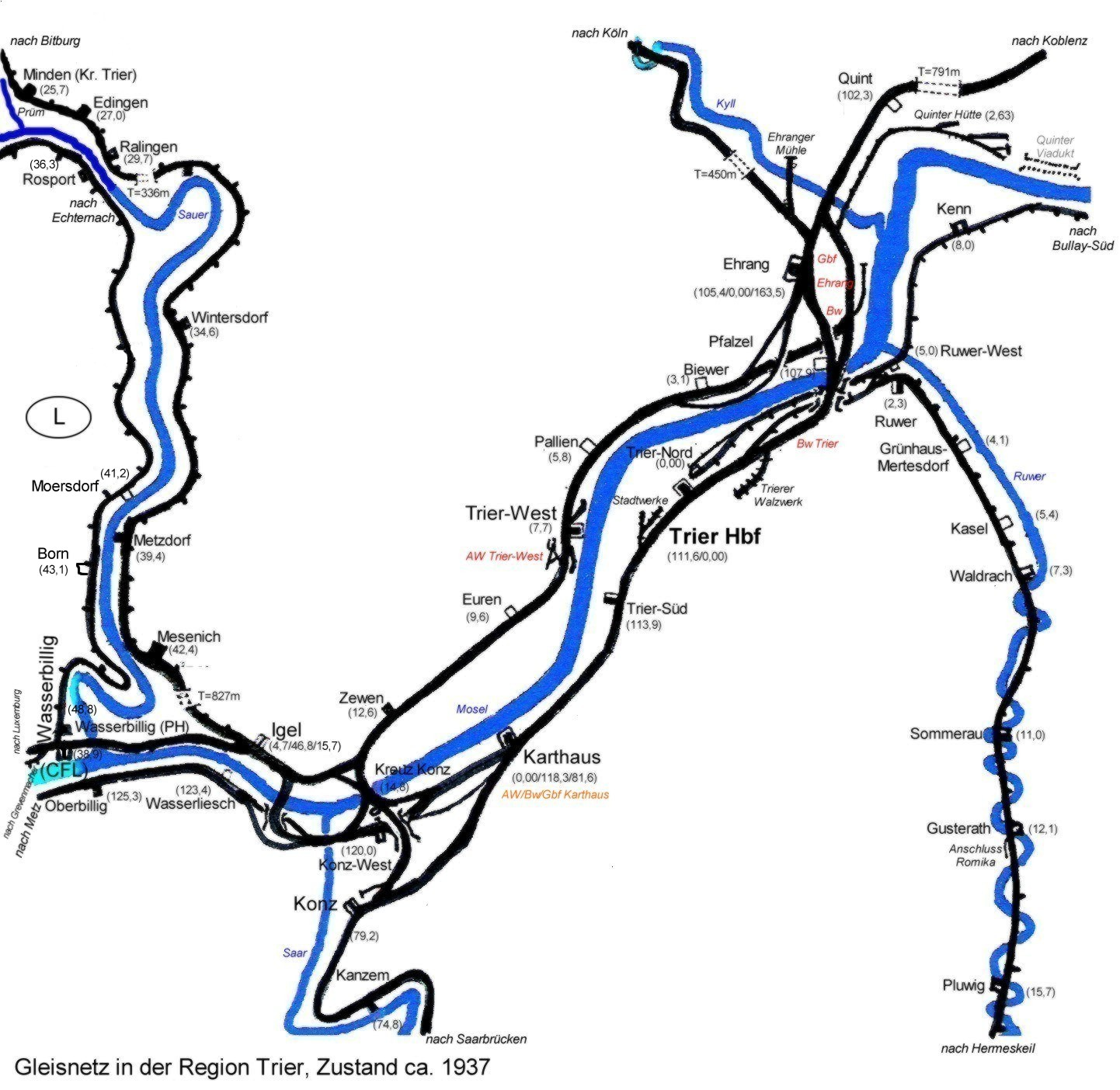
Das Gleisnetz im Raum Trier 1937
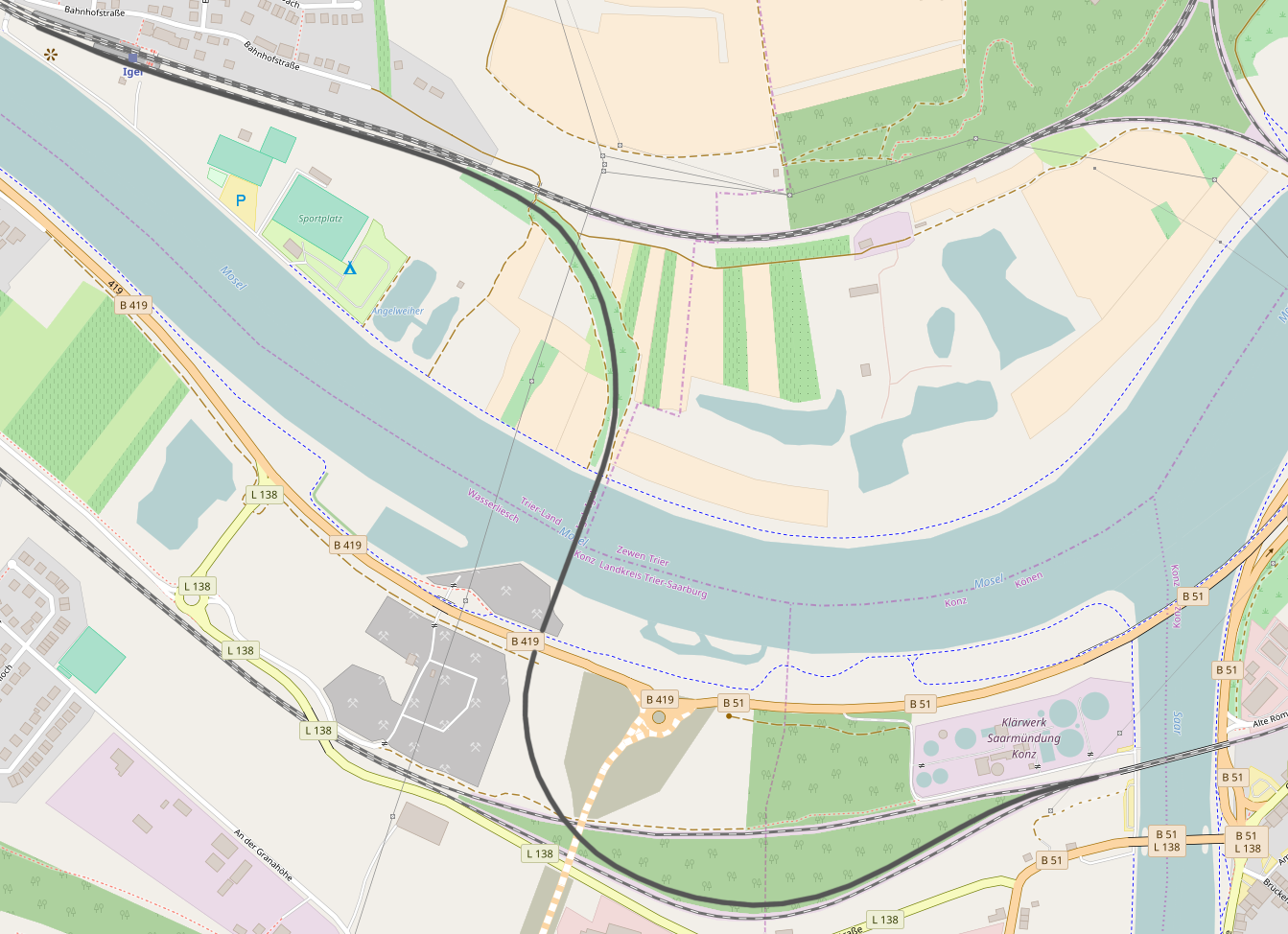
Lagekarte der ehemaligen Hindenburgbrücke